# Ari'el Stachel
Ari'el Stachel (nascido em 1991 em Berkeley, Califórnia) é um ator estadunidense. Por seu papel como Haled no musical The Band's Visit, ele ganhou os prêmios Emmy, Grammy e Tony.

## Biografia
Stachel nasceu e foi criado em Berkeley, Califórnia, filho de pai israelense de herança judaica iemenita e mãe judia asquenazita. Ele é formado pelo departamento de teatro Tisch da Universidade de Nova York, e atingiu o estrelato com seu papel de Haled em The Band's Visit, que chegou à Broadway depois de receber críticas positivas.